# سیارک ۳۹۶۴۵
سیارک ۳۹۶۴۵ (به انگلیسی: 39645 Davelharris، نامگذاری:1995QC10) سی و نه هزار و ششصد و چهل و پنجمین سیارک کشف شده است که در ۳۱ اوت ۱۹۹۵ کشف شد.